# Eschborn-Frankfurt 2024
L'Eschborn-Frankfurt 2024 fou la 61a edició de la cursa ciclista Eschborn-Frankfurt. Es disputà l'1 de maig de 2024 i tingué un recorregut de 203,8 quilòmetres. La cursa fou el 21è esdeveniment de l'UCI World Tour 2024.
El guanyador es decidí durant l'esprint final i fou el belga Maxim Van Gils (Lotto Dstny) qui s'emportà la victòria. L'espanyol Alex Aranburu (Movistar Team) quedà segon i l'estatunidenc Riley Sheehan (Israel-Premier Tech) fou el tercer classificat.

## Equips
Un total de 19 equips participaren a la cursa, dels quals 14 foren els equips del WorldTour i els altres 5 foren equips de l'UCI ProTeam.
| WorldTeams (14)- Alpecin-Deceuninck - Arkéa-B&B Hotels - Bahrain Victorious - Bora-Hansgrohe - Cofidis - Decathlon-AG2R La Mondiale - EF Education-EasyPost - Intermarché-Wanty - Lidl-Trek - Movistar Team - Soudal Quick-Step - Team dsm-firmenich PostNL - Team Jayco AlUla - UAE Team Emirates ProTeams (5)- Israel-Premier Tech - Lotto Dstny - Q36.5 Pro Cycling Team - Tudor Pro Cycling Team - Uno-X Mobility |
| |

## Classificació final
| \| Classificació general \| Classificació general \| Classificació general \| Classificació general \| Classificació general \| \| Corredor \| Corredor \| Equip \| Temps \| \| \| --------------------- \| ----------------------- \| ------------------------- \| --------------------- \| --------------------- \| \| 1r \| Maxim Van Gils \| Lotto Dstny \| 4h 46' 48" \| \| \| 2n \| Alexander Aranburu Deba \| Movistar Team \| + 0" \| \| \| 3r \| Riley Sheehan \| Israel-Premier Tech \| + 0" \| \| \| 4t \| Lukas Nerurkar \| EF Education-EasyPost \| + 0" \| \| \| 5è \| Roger Adrià Oliveras \| Bora-Hansgrohe \| + 0" \| \| \| 6è \| Kobe Goossens \| Intermarché-Wanty \| + 0" \| \| \| 7è \| Kevin Vermaerke \| Team dsm-firmenich PostNL \| + 0" \| \| \| 8è \| Søren Kragh Andersen \| Alpecin-Deceuninck \| + 0" \| \| \| 9è \| Marc Hirschi \| UAE Team Emirates \| + 0" \| \| \| 10è \| Markus Hoelgaard \| Uno-X Mobility \| + 0" \| \| |                         |                           |            |
| |                         |                           |            |
| Font: ProCyclingStats |                         |                           |            |
| Classificació general |                         |                           |            |
| Corredor | Corredor                | Equip                     | Temps      |
| 1r | Maxim Van Gils          | Lotto Dstny               | 4h 46' 48" |
| 2n | Alexander Aranburu Deba | Movistar Team             | + 0"       |
| 3r | Riley Sheehan           | Israel-Premier Tech       | + 0"       |
| 4t | Lukas Nerurkar          | EF Education-EasyPost     | + 0"       |
| 5è | Roger Adrià Oliveras    | Bora-Hansgrohe            | + 0"       |
| 6è | Kobe Goossens           | Intermarché-Wanty         | + 0"       |
| 7è | Kevin Vermaerke         | Team dsm-firmenich PostNL | + 0"       |
| 8è | Søren Kragh Andersen    | Alpecin-Deceuninck        | + 0"       |
| 9è | Marc Hirschi            | UAE Team Emirates         | + 0"       |
| 10è | Markus Hoelgaard        | Uno-X Mobility            | + 0"       |

## Participants
| Alpecin-Deceuninck ADC | Alpecin-Deceuninck ADC     | Alpecin-Deceuninck ADC |
| ---------------------- | -------------------------- | ---------------------- |
| Núm                    | Ciclista                   | Pos                    |
| 1                      | Søren Kragh Andersen (DEN) | 8è                     |
| 2                      | Juri Hollmann (GER)        | 46è                    |
| 3                      | Axel Laurance (FRA)        | 32è                    |
| 4                      | Xandro Meurisse (BEL)      | 86è                    |
| 5                      | Henri Uhlig (GER)          | 61è                    |
| 6                      | Stan Van Tricht (BEL)      | DNF                    |
| 7                      | Luca Vergallito (ITA)      | 31è                    |

| Bora-Hansgrohe BOH | Bora-Hansgrohe BOH          | Bora-Hansgrohe BOH |
| ------------------ | --------------------------- | ------------------ |
| Núm                | Ciclista                    | Pos                |
| 11                 | Maximilian Schachmann (GER) | 34è                |
| 12                 | Roger Adrià Oliveras (ESP)  | 5è                 |
| 13                 | Cesare Benedetti (POL)      | 72è                |
| 14                 | Emanuel Buchmann (GER)      | 23è                |
| 15                 | Marco Haller (AUT)          | 21è                |
| 16                 | Sergio Higuita García (COL) | 26è                |
| 17                 | Frederik Wandahl (DEN)      | 70è                |

| Q36.5 Pro Cycling Team Q36 | Q36.5 Pro Cycling Team Q36       | Q36.5 Pro Cycling Team Q36 |
| -------------------------- | -------------------------------- | -------------------------- |
| Núm                        | Ciclista                         | Pos                        |
| 21                         | Matteo Badilatti (SUI)           | 27è                        |
| 22                         | Gianluca Brambilla (ITA)         | DNF                        |
| 23                         | Fabio Christen (SUI)             | 56è                        |
| 24                         | David de la Cruz Melgarejo (ESP) | 16è                        |
| 25                         | Alessandro Fancellu (ITA)        | DNF                        |
| 26                         | Frederik Frison (BEL)            | 60è                        |
| 27                         | Jannik Steimle (GER)             | DNF                        |

| UAE Team Emirates UAD | UAE Team Emirates UAD     | UAE Team Emirates UAD |
| --------------------- | ------------------------- | --------------------- |
| Núm                   | Ciclista                  | Pos                   |
| 31                    | Nils Politt (GER)         | 66è                   |
| 32                    | Filippo Baroncini (ITA)   | 53è                   |
| 33                    | Sjoerd Bax (NED)          | 37è                   |
| 34                    | Jan Christen (SUI)        | 15è                   |
| 35                    | Alessandro Covi (ITA)     | DNF                   |
| 36                    | Marc Hirschi (SUI) (ruta) | 9è                    |
| 37                    | Diego Ulissi (ITA)        | 12è                   |

| Team dsm-firmenich PostNL DFP | Team dsm-firmenich PostNL DFP | Team dsm-firmenich PostNL DFP |
| ----------------------------- | ----------------------------- | ----------------------------- |
| Núm                           | Ciclista                      | Pos                           |
| 41                            | John Degenkolb (GER)          | 76è                           |
| 42                            | Patrick Eddy (AUS)            | DNF                           |
| 43                            | Enzo Leijnse (NED)            | 83è                           |
| 44                            | Niklas Märkl (GER)            | DNF                           |
| 45                            | Tim Naberman (NED)            | DNF                           |
| 46                            | Frank van den Broek (NED)     | 20è                           |
| 47                            | Kevin Vermaerke (USA)         | 7è                            |

| Uno-X Mobility UXM | Uno-X Mobility UXM         | Uno-X Mobility UXM |
| ------------------ | -------------------------- | ------------------ |
| Núm                | Ciclista                   | Pos                |
| 51                 | Alexander Kristoff (NOR)   | 45è                |
| 52                 | Jonas Abrahamsen (NOR)     | 51è                |
| 53                 | Odd Christian Eiking (NOR) | 29è                |
| 54                 | Markus Hoelgaard (NOR)     | 10è                |
| 55                 | Ådne Holter (NOR)          | 28è                |
| 56                 | Rasmus Tiller (NOR)        | 79è                |
| 57                 | Søren Wærenskjold (NOR)    | 38è                |

| Israel-Premier Tech IPT | Israel-Premier Tech IPT   | Israel-Premier Tech IPT |
| ----------------------- | ------------------------- | ----------------------- |
| Núm                     | Ciclista                  | Pos                     |
| 61                      | Riley Sheehan (USA)       | 3r                      |
| 62                      | Derek Gee (CAN)           | 14è                     |
| 63                      | Mason Hollyman (GBR)      | 65è                     |
| 64                      | Hugo Houle (CAN)          | 71è                     |
| 65                      | Oded Kogut (ISR)          | DNF                     |
| 66                      | Mads Würtz Schmidt (DEN)  | 54è                     |
| 67                      | Michael Schwarzmann (GER) | DNF                     |

| Lidl-Trek TBL | Lidl-Trek TBL              | Lidl-Trek TBL |
| ------------- | -------------------------- | ------------- |
| Núm           | Ciclista                   | Pos           |
| 71            | Thibau Nys (BEL)           | 13è           |
| 72            | Giulio Ciccone (ITA)       | 36è           |
| 73            | Tim Declercq (BEL)         | 62è           |
| 74            | Fabio Felline (ITA)        | 59è           |
| 75            | Jacopo Mosca (ITA)         | DNF           |
| 76            | Mathias Vacek (CZE) (ruta) | 47è           |
| 77            | Otto Vergaerde (BEL)       | 87è           |

| Lotto Dstny LTD | Lotto Dstny LTD         | Lotto Dstny LTD |
| --------------- | ----------------------- | --------------- |
| Núm             | Ciclista                | Pos             |
| 81              | Maxim Van Gils (BEL)    | 1r              |
| 82              | Johannes Adamietz (GER) | 88è             |
| 83              | Jasper De Buyst (BEL)   | DNF             |
| 84              | Thomas De Gendt (BEL)   | DNF             |
| 85              | Pascal Eenkhoorn (NED)  | DNF             |
| 86              | Arjen Livyns (BEL)      | DNF             |
| 87              | Liam Slock (BEL)        | 49è             |

| Soudal Quick-Step SOQ | Soudal Quick-Step SOQ   | Soudal Quick-Step SOQ |
| --------------------- | ----------------------- | --------------------- |
| Núm                   | Ciclista                | Pos                   |
| 91                    | Paul Magnier (FRA)      | DNF                   |
| 92                    | Ayco Bastiaens (BEL)    | DNF                   |
| 93                    | Gil Gelders (BEL)       | DNF                   |
| 94                    | Yves Lampaert (BEL)     | 52è                   |
| 95                    | Fausto Masnada (ITA)    | 30è                   |
| 96                    | Pepijn Reinderink (NED) | 55è                   |
| 97                    | Warre Vangheluwe (BEL)  | 95è                   |

| EF Education-EasyPost EFE | EF Education-EasyPost EFE          | EF Education-EasyPost EFE |
| ------------------------- | ---------------------------------- | ------------------------- |
| Núm                       | Ciclista                           | Pos                       |
| 101                       | Neilson Powless (USA)              | 22è                       |
| 102                       | Owain Doull (GBR)                  | 80è                       |
| 103                       | Ben Healy (IRL) (ruta)             | 74è                       |
| 104                       | Lukas Nerurkar (GBR)               | 4t                        |
| 105                       | Darren Rafferty (IRL)              | 33è                       |
| 106                       | Jonas Rutsch (GER)                 | 17è                       |
| 107                       | Jardi Christiaan van der Lee (NED) | DNF                       |

| Team Jayco AlUla JAY | Team Jayco AlUla JAY   | Team Jayco AlUla JAY |
| -------------------- | ---------------------- | -------------------- |
| Núm                  | Ciclista               | Pos                  |
| 111                  | Caleb Ewan (AUS)       | DNF                  |
| 112                  | Felix Engelhardt (GER) | 58è                  |
| 113                  | Anders Foldager (DEN)  | 41è                  |
| 114                  | Kelland O'Brien (AUS)  | 94è                  |
| 115                  | Mauro Schmid (SUI)     | DNF                  |
| 116                  | Callum Scotson (AUS)   | 25è                  |
| 117                  | Max Walscheid (GER)    | 77è                  |

| Arkéa-B&B Hotels ARK | Arkéa-B&B Hotels ARK     | Arkéa-B&B Hotels ARK |
| -------------------- | ------------------------ | -------------------- |
| Núm                  | Ciclista                 | Pos                  |
| 121                  | Vincenzo Albanese (ITA)  | 57è                  |
| 122                  | Amaury Capiot (BEL)      | 92è                  |
| 123                  | Thibault Guernalec (FRA) | 93è                  |
| 124                  | Simon Guglielmi (FRA)    | 75è                  |
| 125                  | Laurens Huys (BEL)       | DNF                  |
| 126                  | Mathis Le Berre (FRA)    | 67è                  |
| 127                  | Matis Louvel (FRA)       | DNF                  |

| Bahrain Victorious TBV | Bahrain Victorious TBV | Bahrain Victorious TBV |
| ---------------------- | ---------------------- | ---------------------- |
| Núm                    | Ciclista               | Pos                    |
| 131                    | Nikias Arndt (GER)     | DNF                    |
| 132                    | Yukiya Arashiro (JPN)  | 84è                    |
| 133                    | Nicolò Buratti (ITA)   | 85è                    |
| 134                    | Matevž Govekar (SLO)   | 39è                    |
| 135                    | Jack Haig (AUS)        | NP                     |
| 136                    | Wout Poels (NED)       | 35è                    |
| 137                    | Cameron Scott (AUS)    | DNF                    |

| Decathlon-AG2R La Mondiale DAT | Decathlon-AG2R La Mondiale DAT | Decathlon-AG2R La Mondiale DAT |
| ------------------------------ | ------------------------------ | ------------------------------ |
| Núm                            | Ciclista                       | Pos                            |
| 141                            | Sam Bennett (IRL)              | DNF                            |
| 142                            | Edvald Boasson Hagen (NOR)     | 78è                            |
| 143                            | Dries De Bondt (BEL)           | 81è                            |
| 144                            | Sander De Pestel (BEL)         | 63è                            |
| 145                            | Stan Dewulf (BEL)              | 82è                            |
| 146                            | Pierre Gautherat (FRA)         | 42è                            |
| 147                            | Oliver Naesen (BEL)            | DNF                            |

| Movistar Team MOV | Movistar Team MOV                 | Movistar Team MOV |
| ----------------- | --------------------------------- | ----------------- |
| Núm               | Ciclista                          | Pos               |
| 151               | Iván García Cortina (ESP)         | 43è               |
| 152               | Alexander Aranburu Deba (ESP)     | 2n                |
| 153               | Mathias Norsgaard Jørgensen (DEN) | 89è               |
| 154               | Manlio Moro (ITA)                 | DNF               |
| 155               | Vinicius Rangel Costa (BRA)       | 90è               |
| 156               | Sergio Samitier (ESP)             | 18è               |
| 157               | Gonzalo Serrano Rodríguez (ESP)   | 44è               |

| Intermarché-Wanty IWA | Intermarché-Wanty IWA  | Intermarché-Wanty IWA |
| --------------------- | ---------------------- | --------------------- |
| Núm                   | Ciclista               | Pos                   |
| 161                   | Georg Zimmermann (GER) | 19è                   |
| 162                   | Kobe Goossens (BEL)    | 6è                    |
| 163                   | Gerben Kuypers (BEL)   | 69è                   |
| 164                   | Laurenz Rex (BEL)      | DNF                   |
| 165                   | Lorenzo Rota (ITA)     | DNF                   |
| 166                   | Mike Teunissen (NED)   | 40è                   |
| 167                   | Gijs Van Hoecke (BEL)  | DNF                   |

| Tudor Pro Cycling Team TUD | Tudor Pro Cycling Team TUD  | Tudor Pro Cycling Team TUD |
| -------------------------- | --------------------------- | -------------------------- |
| Núm                        | Ciclista                    | Pos                        |
| 171                        | Hannes Wilksch (GER)        | 73è                        |
| 172                        | Nils Brun (SUI)             | 93è                        |
| 173                        | Aloïs Charrin (FRA)         | DNF                        |
| 174                        | Lucas Eriksson (SWE) (ruta) | 24è                        |
| 175                        | Miká Heming (GER)           | DNF                        |
| 176                        | Simon Pellaud (SUI)         | 48è                        |
| 177                        | Joel Suter (SUI)            | 96è                        |

| Cofidis COF | Cofidis COF                    | Cofidis COF |
| ----------- | ------------------------------ | ----------- |
| Núm         | Ciclista                       | Pos         |
| 181         | Axel Zingle (FRA)              | 50è         |
| 182         | Piet Allegaert (BEL)           | DNF         |
| 183         | Aimé De Gendt (BEL)            | 64è         |
| 184         | Alexis Gougeard (FRA)          | DNF         |
| 185         | Gorka Izagirre Insausti (ESP)  | 68è         |
| 186         | Jonathan Lastra Martínez (ESP) | 11è         |
| 187         | Ludovic Robeet (BEL)           | DNF         |

| Alpecin-Deceuninck ADC | Alpecin-Deceuninck ADC     | Alpecin-Deceuninck ADC |
| ---------------------- | -------------------------- | ---------------------- |
| Núm                    | Ciclista                   | Pos                    |
| 1                      | Søren Kragh Andersen (DEN) | 8è                     |
| 2                      | Juri Hollmann (GER)        | 46è                    |
| 3                      | Axel Laurance (FRA)        | 32è                    |
| 4                      | Xandro Meurisse (BEL)      | 86è                    |
| 5                      | Henri Uhlig (GER)          | 61è                    |
| 6                      | Stan Van Tricht (BEL)      | DNF                    |
| 7                      | Luca Vergallito (ITA)      | 31è                    |

| Bora-Hansgrohe BOH | Bora-Hansgrohe BOH          | Bora-Hansgrohe BOH |
| ------------------ | --------------------------- | ------------------ |
| Núm                | Ciclista                    | Pos                |
| 11                 | Maximilian Schachmann (GER) | 34è                |
| 12                 | Roger Adrià Oliveras (ESP)  | 5è                 |
| 13                 | Cesare Benedetti (POL)      | 72è                |
| 14                 | Emanuel Buchmann (GER)      | 23è                |
| 15                 | Marco Haller (AUT)          | 21è                |
| 16                 | Sergio Higuita García (COL) | 26è                |
| 17                 | Frederik Wandahl (DEN)      | 70è                |

| Q36.5 Pro Cycling Team Q36 | Q36.5 Pro Cycling Team Q36       | Q36.5 Pro Cycling Team Q36 |
| -------------------------- | -------------------------------- | -------------------------- |
| Núm                        | Ciclista                         | Pos                        |
| 21                         | Matteo Badilatti (SUI)           | 27è                        |
| 22                         | Gianluca Brambilla (ITA)         | DNF                        |
| 23                         | Fabio Christen (SUI)             | 56è                        |
| 24                         | David de la Cruz Melgarejo (ESP) | 16è                        |
| 25                         | Alessandro Fancellu (ITA)        | DNF                        |
| 26                         | Frederik Frison (BEL)            | 60è                        |
| 27                         | Jannik Steimle (GER)             | DNF                        |

| UAE Team Emirates UAD | UAE Team Emirates UAD     | UAE Team Emirates UAD |
| --------------------- | ------------------------- | --------------------- |
| Núm                   | Ciclista                  | Pos                   |
| 31                    | Nils Politt (GER)         | 66è                   |
| 32                    | Filippo Baroncini (ITA)   | 53è                   |
| 33                    | Sjoerd Bax (NED)          | 37è                   |
| 34                    | Jan Christen (SUI)        | 15è                   |
| 35                    | Alessandro Covi (ITA)     | DNF                   |
| 36                    | Marc Hirschi (SUI) (ruta) | 9è                    |
| 37                    | Diego Ulissi (ITA)        | 12è                   |

| Team dsm-firmenich PostNL DFP | Team dsm-firmenich PostNL DFP | Team dsm-firmenich PostNL DFP |
| ----------------------------- | ----------------------------- | ----------------------------- |
| Núm                           | Ciclista                      | Pos                           |
| 41                            | John Degenkolb (GER)          | 76è                           |
| 42                            | Patrick Eddy (AUS)            | DNF                           |
| 43                            | Enzo Leijnse (NED)            | 83è                           |
| 44                            | Niklas Märkl (GER)            | DNF                           |
| 45                            | Tim Naberman (NED)            | DNF                           |
| 46                            | Frank van den Broek (NED)     | 20è                           |
| 47                            | Kevin Vermaerke (USA)         | 7è                            |

| Uno-X Mobility UXM | Uno-X Mobility UXM         | Uno-X Mobility UXM |
| ------------------ | -------------------------- | ------------------ |
| Núm                | Ciclista                   | Pos                |
| 51                 | Alexander Kristoff (NOR)   | 45è                |
| 52                 | Jonas Abrahamsen (NOR)     | 51è                |
| 53                 | Odd Christian Eiking (NOR) | 29è                |
| 54                 | Markus Hoelgaard (NOR)     | 10è                |
| 55                 | Ådne Holter (NOR)          | 28è                |
| 56                 | Rasmus Tiller (NOR)        | 79è                |
| 57                 | Søren Wærenskjold (NOR)    | 38è                |

| Israel-Premier Tech IPT | Israel-Premier Tech IPT   | Israel-Premier Tech IPT |
| ----------------------- | ------------------------- | ----------------------- |
| Núm                     | Ciclista                  | Pos                     |
| 61                      | Riley Sheehan (USA)       | 3r                      |
| 62                      | Derek Gee (CAN)           | 14è                     |
| 63                      | Mason Hollyman (GBR)      | 65è                     |
| 64                      | Hugo Houle (CAN)          | 71è                     |
| 65                      | Oded Kogut (ISR)          | DNF                     |
| 66                      | Mads Würtz Schmidt (DEN)  | 54è                     |
| 67                      | Michael Schwarzmann (GER) | DNF                     |

| Lidl-Trek TBL | Lidl-Trek TBL              | Lidl-Trek TBL |
| ------------- | -------------------------- | ------------- |
| Núm           | Ciclista                   | Pos           |
| 71            | Thibau Nys (BEL)           | 13è           |
| 72            | Giulio Ciccone (ITA)       | 36è           |
| 73            | Tim Declercq (BEL)         | 62è           |
| 74            | Fabio Felline (ITA)        | 59è           |
| 75            | Jacopo Mosca (ITA)         | DNF           |
| 76            | Mathias Vacek (CZE) (ruta) | 47è           |
| 77            | Otto Vergaerde (BEL)       | 87è           |

| Lotto Dstny LTD | Lotto Dstny LTD         | Lotto Dstny LTD |
| --------------- | ----------------------- | --------------- |
| Núm             | Ciclista                | Pos             |
| 81              | Maxim Van Gils (BEL)    | 1r              |
| 82              | Johannes Adamietz (GER) | 88è             |
| 83              | Jasper De Buyst (BEL)   | DNF             |
| 84              | Thomas De Gendt (BEL)   | DNF             |
| 85              | Pascal Eenkhoorn (NED)  | DNF             |
| 86              | Arjen Livyns (BEL)      | DNF             |
| 87              | Liam Slock (BEL)        | 49è             |

| Soudal Quick-Step SOQ | Soudal Quick-Step SOQ   | Soudal Quick-Step SOQ |
| --------------------- | ----------------------- | --------------------- |
| Núm                   | Ciclista                | Pos                   |
| 91                    | Paul Magnier (FRA)      | DNF                   |
| 92                    | Ayco Bastiaens (BEL)    | DNF                   |
| 93                    | Gil Gelders (BEL)       | DNF                   |
| 94                    | Yves Lampaert (BEL)     | 52è                   |
| 95                    | Fausto Masnada (ITA)    | 30è                   |
| 96                    | Pepijn Reinderink (NED) | 55è                   |
| 97                    | Warre Vangheluwe (BEL)  | 95è                   |

| EF Education-EasyPost EFE | EF Education-EasyPost EFE          | EF Education-EasyPost EFE |
| ------------------------- | ---------------------------------- | ------------------------- |
| Núm                       | Ciclista                           | Pos                       |
| 101                       | Neilson Powless (USA)              | 22è                       |
| 102                       | Owain Doull (GBR)                  | 80è                       |
| 103                       | Ben Healy (IRL) (ruta)             | 74è                       |
| 104                       | Lukas Nerurkar (GBR)               | 4t                        |
| 105                       | Darren Rafferty (IRL)              | 33è                       |
| 106                       | Jonas Rutsch (GER)                 | 17è                       |
| 107                       | Jardi Christiaan van der Lee (NED) | DNF                       |

| Team Jayco AlUla JAY | Team Jayco AlUla JAY   | Team Jayco AlUla JAY |
| -------------------- | ---------------------- | -------------------- |
| Núm                  | Ciclista               | Pos                  |
| 111                  | Caleb Ewan (AUS)       | DNF                  |
| 112                  | Felix Engelhardt (GER) | 58è                  |
| 113                  | Anders Foldager (DEN)  | 41è                  |
| 114                  | Kelland O'Brien (AUS)  | 94è                  |
| 115                  | Mauro Schmid (SUI)     | DNF                  |
| 116                  | Callum Scotson (AUS)   | 25è                  |
| 117                  | Max Walscheid (GER)    | 77è                  |

| Arkéa-B&B Hotels ARK | Arkéa-B&B Hotels ARK     | Arkéa-B&B Hotels ARK |
| -------------------- | ------------------------ | -------------------- |
| Núm                  | Ciclista                 | Pos                  |
| 121                  | Vincenzo Albanese (ITA)  | 57è                  |
| 122                  | Amaury Capiot (BEL)      | 92è                  |
| 123                  | Thibault Guernalec (FRA) | 93è                  |
| 124                  | Simon Guglielmi (FRA)    | 75è                  |
| 125                  | Laurens Huys (BEL)       | DNF                  |
| 126                  | Mathis Le Berre (FRA)    | 67è                  |
| 127                  | Matis Louvel (FRA)       | DNF                  |

| Bahrain Victorious TBV | Bahrain Victorious TBV | Bahrain Victorious TBV |
| ---------------------- | ---------------------- | ---------------------- |
| Núm                    | Ciclista               | Pos                    |
| 131                    | Nikias Arndt (GER)     | DNF                    |
| 132                    | Yukiya Arashiro (JPN)  | 84è                    |
| 133                    | Nicolò Buratti (ITA)   | 85è                    |
| 134                    | Matevž Govekar (SLO)   | 39è                    |
| 135                    | Jack Haig (AUS)        | NP                     |
| 136                    | Wout Poels (NED)       | 35è                    |
| 137                    | Cameron Scott (AUS)    | DNF                    |

| Decathlon-AG2R La Mondiale DAT | Decathlon-AG2R La Mondiale DAT | Decathlon-AG2R La Mondiale DAT |
| ------------------------------ | ------------------------------ | ------------------------------ |
| Núm                            | Ciclista                       | Pos                            |
| 141                            | Sam Bennett (IRL)              | DNF                            |
| 142                            | Edvald Boasson Hagen (NOR)     | 78è                            |
| 143                            | Dries De Bondt (BEL)           | 81è                            |
| 144                            | Sander De Pestel (BEL)         | 63è                            |
| 145                            | Stan Dewulf (BEL)              | 82è                            |
| 146                            | Pierre Gautherat (FRA)         | 42è                            |
| 147                            | Oliver Naesen (BEL)            | DNF                            |

| Movistar Team MOV | Movistar Team MOV                 | Movistar Team MOV |
| ----------------- | --------------------------------- | ----------------- |
| Núm               | Ciclista                          | Pos               |
| 151               | Iván García Cortina (ESP)         | 43è               |
| 152               | Alexander Aranburu Deba (ESP)     | 2n                |
| 153               | Mathias Norsgaard Jørgensen (DEN) | 89è               |
| 154               | Manlio Moro (ITA)                 | DNF               |
| 155               | Vinicius Rangel Costa (BRA)       | 90è               |
| 156               | Sergio Samitier (ESP)             | 18è               |
| 157               | Gonzalo Serrano Rodríguez (ESP)   | 44è               |

| Intermarché-Wanty IWA | Intermarché-Wanty IWA  | Intermarché-Wanty IWA |
| --------------------- | ---------------------- | --------------------- |
| Núm                   | Ciclista               | Pos                   |
| 161                   | Georg Zimmermann (GER) | 19è                   |
| 162                   | Kobe Goossens (BEL)    | 6è                    |
| 163                   | Gerben Kuypers (BEL)   | 69è                   |
| 164                   | Laurenz Rex (BEL)      | DNF                   |
| 165                   | Lorenzo Rota (ITA)     | DNF                   |
| 166                   | Mike Teunissen (NED)   | 40è                   |
| 167                   | Gijs Van Hoecke (BEL)  | DNF                   |

| Tudor Pro Cycling Team TUD | Tudor Pro Cycling Team TUD  | Tudor Pro Cycling Team TUD |
| -------------------------- | --------------------------- | -------------------------- |
| Núm                        | Ciclista                    | Pos                        |
| 171                        | Hannes Wilksch (GER)        | 73è                        |
| 172                        | Nils Brun (SUI)             | 93è                        |
| 173                        | Aloïs Charrin (FRA)         | DNF                        |
| 174                        | Lucas Eriksson (SWE) (ruta) | 24è                        |
| 175                        | Miká Heming (GER)           | DNF                        |
| 176                        | Simon Pellaud (SUI)         | 48è                        |
| 177                        | Joel Suter (SUI)            | 96è                        |

| Cofidis COF | Cofidis COF                    | Cofidis COF |
| ----------- | ------------------------------ | ----------- |
| Núm         | Ciclista                       | Pos         |
| 181         | Axel Zingle (FRA)              | 50è         |
| 182         | Piet Allegaert (BEL)           | DNF         |
| 183         | Aimé De Gendt (BEL)            | 64è         |
| 184         | Alexis Gougeard (FRA)          | DNF         |
| 185         | Gorka Izagirre Insausti (ESP)  | 68è         |
| 186         | Jonathan Lastra Martínez (ESP) | 11è         |
| 187         | Ludovic Robeet (BEL)           | DNF         |